# هيدالغو (فلم)
هيدالغو (بالإنجليزية: Hidalgo)، فيلم أمريكي من نوع المغامرة والإثارة، أنتجت سنة 2004م، تتحدث عن قصة بطل الفيلم في الذهاب إلى شبه الجزيرة العربية من أجل الفوز بالحصان العربي، وشارك فيه الممثل المصري القدير عمر الشريف.

## قصة باختصار
في عام 1891م، طلب الشيخ رياض للأمريكي بزيارة الصحراء النجدية والربع الخالي، وكان ذلك رهانا بفوز الحصان العربي الأصيل.

## اصل السيناريو
يستند فيلم هيدالغو إلى القصة الحقيقية لـ ت. فرانك هوبكنز (Frank T. Hopkins) فارس شهير في الغرب الأميركي في القرن التاسع عشر.
شارك هذا الرجل في حوالي 400 سباق خيل، والأكثر شهرة منها هو عبور الصحراء العربية أي أكثر من 5000 كيلومتر. ..

## الجدل
بعض المؤرخين[من؟] شككوا في حقيقة القصص التي رواها الفارس المتسابق ودعوها «خدعة هوبكنز» حيث اكدوا أنه لاوجود للسباق الشهير -محيط النار- عبر الربع الخالي وهو الصحراء الحمراء للجزيرة العربية.

### بوكس أوفيس
- الولايات المتحدة Gross Domestic Takings: دولار أمريكي 67,303,450
- Other International Takings: $40,800,000
- Gross Worldwide Takings: $108,103,450

## تصوير الفيلم
صور في مناطق المغرب على أنها أرض نجد، لكون الصحراء والأودية تتناسب مع البيئة العربية.

## وصلات خارجية
- هيدالغو على موقع IMDb (الإنجليزية)
- هيدالغو على موقع ميتاكريتيك (الإنجليزية)
- هيدالغو على موقع روتن توميتوز (الإنجليزية)
- هيدالغو على موقع نتفليكس (الإنجليزية)
- هيدالغو على موقع قاعدة بيانات الأفلام العربية
- هيدالغو على موقع ألو سيني (الفرنسية)
- هيدالغو على موقع Turner Classic Movies (الإنجليزية)
- هيدالغو على موقع أول موفي (الإنجليزية)
- هيدالغو على موقع بوكس أوفيس موجو (الإنجليزية)
- هيدالغو على موقع فيلمافينيتي (الإسبانية)
- "Frank Hopkins", Official Website has articles about the Hidalgo film, including Fusco's response to historical criticism.
- John Fusco's Spanish Mustang Conservancy, Red Road Farm Official Website